# Cresfontes

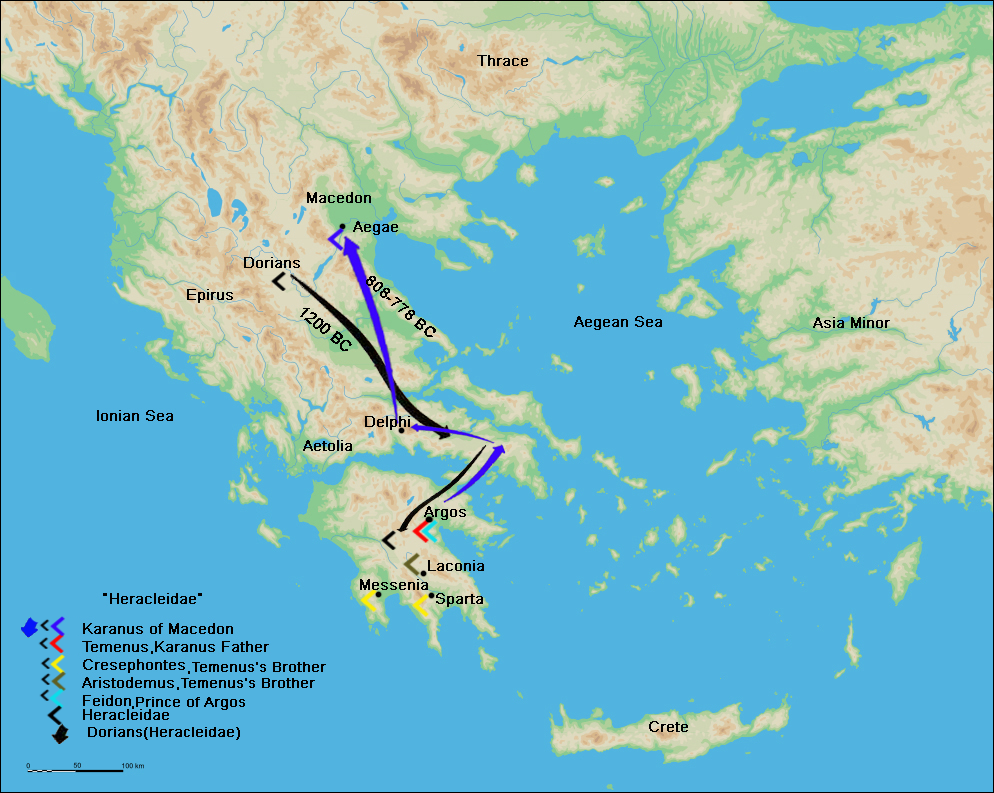
Rutas de los Heráclidas; las de Cresfontes, en amarillo.

En la mitología griega, Cresfontes (Κρεσφόντης) era hijo de Aristómaco y hermano de Témeno y Aristodemo. Era tataranieto de Heracles, y ayudó a dirigir el quinto y último ataque a Micenas, en el Peloponeso. 
Cresfontes Llegó a ser rey de Mesenia.
| Predecesor: - | Reyes de Mesenia | Sucesor: Polifonte |